# Jimmy Cabot
Jimmy Cabot (* 18. April 1994 in Chambéry) ist ein ehemaliger französischer Fußballspieler.

## Karriere

### ES Troyes AC
Cabot begann seine fußballerische Ausbildung beim ES Troyes AC, wo er bis 2012 in der Jugend spielte. In der Saison 2012/13 lief er bereits 22 Mal für die Reserve in der National 3 auf und traf dabei zwölf Mal. Am 19. Januar 2013 (21. Spieltag) gab er sein Debüt für die Profimannschaft bei einer 3:2-Niederlage gegen den FC Lorient. In der restlichen Saison 2012/13 kam er noch einmal in der Coupe de France zum Einsatz und war weitere vier Spiele im Kader. Nach der Saison stieg Troyes ab, Cabot blieb seinem Verein jedoch treu. Sein erstes Profitor schoss er in der Coupe de la Ligue, als er seine Mannschaft unter anderem ins Elfmeterschießen rettete. Danach schoss er in jedem Pokal-Spiel, in dem er eingesetzt wurde ein Tor und führte sein Team somit bis ins Halbfinale. In der Liga kam er in 24 Spielen zu zwei Treffern und drei Vorlagen. In der Folgesaison kam er nur zu 13 Ligaeinsätzen und einem Tor und diese Saison schied man schon in der 2. Runde aus. Nach der Saison stieg man nach zwei Spielzeiten in der Zweitklassigkeit erneut auf. In der Ligue-1-Saison 2015/16 kam er für Troyes 15 Mal zum Einsatz und erzielte drei Tore. In seinem letzten Spiel für Troyes, bei einem 3:1-Sieg über den OSC Lille, konnte er zwei Tore erzielen und eines vorbereiten und war somit an allen drei Toren beteiligt.

### FC Lorient
Ende Januar 2016 wechselte er für 1,8 Millionen Euro zum Ligakonkurrenten FC Lorient, wo er einen viereinhalb-Jahres-Vertrag unterzeichnete. Sein Debüt für die Seehechte gab er am 3. Februar 2016 (24. Spieltag) gegen Paris Saint-Germain, als er in der 65. Minute für Maxime Barthelmé eingewechselt wurde und unter anderem mit dem heutigen Dortmunder Raphaël Guerreiro auf dem Feld stand. Im Spiel darauf (25. Spieltag) traf er das erste Mal für seinen neuen Verein bei einem 1:1-Unentschieden gegen den HSC Montpellier. In der Rückrunde kam er insgesamt zu acht Spielen, einem Tor und drei Vorlagen. In der Folgesaison traf er in 25 Spielen fünf Mal und legte vier Tore vor. Am 22. April 2017 (34. Spieltag) gelangen ihm beim 5:1-Sieg über den FC Metz zwei Tore und zwei Vorlagen und leistete nicht nur mit diesem Spiel einen großen Beitrag zum Erreichen der Relegation. In der Relegation scheiterte er mit seinem Team knapp an seinem Exverein ES Troyes AC mit insgesamt 1:2. Cabot blieb bei Lorient und spielte in der Spielzeit 2017/18 wettbewerbsübergreifend 34 Mal, traf dabei drei Mal und legte sechs Tore vor. In der darauf folgenden Saison lief er in der Liga 33 Mal auf und konnte dabei fünf Assists sammeln, außerdem trug er im Pokal einmal die Kapitänsbinde. In der Saison 2019/20 spielte er 27 Mal und traf vier Mal. Nach Abbruch der Saison stand Lorient auf Platz eins der Ligue 2 und stieg somit auf.

### SCO Angers
Im Sommer 2020 wechselte Cabot zum SCO Angers, nachdem er zuvor gesagt hatte: „Ich bin für alles offen“. Sein Debüt gab er am 27. September 2020 (5. Spieltag) als Einwechselspieler gegen Stade Brest. Sein erstes Tor im neuen Trikot schoss er bei einem 5:1-Sieg über Olympique Nîmes zum Endstand in der Nachspielzeit. Bei Angers kam er regelmäßig zum Einsatz, jedoch meistens nur als Einwechseljoker.

### RC Lens
Im Sommer 2022 verließ der Franzose Angers und wechselte zum RC Lens. Dort spielte er sich direkt in der Mannschaft fest und kam von den ersten elf Saisonspielen in allen zum Einsatz. Am elften Spieltag zog er sich im Spiel gegen den HSC Montpellier einen Kreuzbandriss zu und musste lange aussetzen. Im Dezember 2024 musste Cabot nach über zwei Jahren ohne Profispiel aufgrund seiner schweren Verletzung seine aktive Laufbahn als Profifußballspieler beenden.

## Erfolge
FC Lorient
- Meister der Ligue 2 und Aufstieg in die Ligue 1: 2019

RC Lens
- Französischer Vizemeister: 2023